# Jakov Fak
Jakov Fak (Rijeka, 1. avgust 1987) je slovenački, nekada hrvatski, biatlonac. Bio je osvajač bronzane medalje sa Svetskog prvenstva u biatlonu u južnokorejskom Pjong Čangu 17. februara 2009. godine i osvajač bronzane medalje sa Zimskih olimpijskih igara u Vankuveru, 14. februara 2010. godine u sprinterskoj trci na 10 km. Krajem jula 2010. odlučio da se ne zastupa više za Hrvatsku, već za Sloveniju.
Sportsku karijeru je počeo kao skijaš-trkač, a kasnije se prebacio u biatlonce. Ima zapažene rezultate u juniorskoj konkurenciji. Prvu medalju na Svetskim prvenstvima Fak je osvojio u trci na 12,5 km na juniorskom Svetskom prvenstvu u letnjem biatlonu održanom u septembru 2008. godine u Francuskoj. To je bila prva svetska medalja za Hrvatski biatlonski savez nakon odvajanja od Hrvatskog skijaškog saveza 2006. godine. U sezoni 2008/09. postao je prvi Hrvat koji je osvojio bodove u biatlonskom Svetskom kupu.

## Prva seniorska medalja za Hrvatsku u biatlonu
Na svetskom prvenstvu u Pjong Čangu, Jakov je od 120 biatlonaca stazu dugu 20 km prešao 17 sekunda posle najboljeg, Norvežanina O. A. Bjerndalena, i svega 3 sekunde posle drugoplasiranog Nemca Štefana.

## Bronza na ZOI u Vankuveru
Iako nije bio u prvom krugu favorita u sprint trci na 10 km na Olimpijskim igrama u Vankuveru, Jakov je, najpre zahvaljujući boljim vremenskim uslovima koje je imao od drugih takmičara, osvojio prvu Hrvatsku zimsku olimpijsku medalju osvojenu van takmičenja u alpskom skijanju. Zaostao je 1,8 sekundi za srebrom i osvojio bronzanu medalju.

## Prelaz u Sloveniju
Godine 2010. prešao je u slovenačku reprezentaciju. Za Sloveniju je osvojio bronzanu Olimpijsku medalju u Pjong Čangu 2018. u disciplini 20 km pojedinačno.

## Spoljašnje veze
- Profil na biathlonworld.com